# John Dunn Gardner
Pour les articles homonymes, voir John Gardner et Gardner.
John Dunn Gardner, dénommé aussi John Townsend, né le 20 juillet 1811, mort le 11 janvier 1903, est un homme politique britannique et collectionneur d'œuvres d'art.

## Biographie
Il est le fils de Sarah Dunn Gardner et de John Margetts of St Ives. Sa mère a épousé au cours d'un premier mariage Lord Chartley, mais elle quitte ce mari l'année suivante sans que le mariage ne soit dissous. Elle parvient à se remarier avec John Margetts en 1809, mais parvient à faire passer son premier fils, John, pour le descendant de Lord Chartley. En 1811, ce dernier devient à la mort de son père troisième marquis de Townsend. John se fait baptiser sous le nom de Townsend et devient même comte de Leicester en 1828, toujours grâce à son beau-père. En 1842, la famille Townsend introduit un recours devant le Parlement pour faire reconnaître John Tonwsend comme un fils illégitime, il perd ainsi son titre de marquis de Townsend et comte de Leicester selon une décision du parlement de 1843. Il obtient le droit de reprendre le nom de sa mère. Il avait entre-temps récupéré le titre d'Esquire de Chatteris, depuis la mort de sa grand-mère maternelle en 1839.
John Townsend entre sous ce nom à la Westminster School. Plus tard, il est élu en 1841 à la chambre des Communes en tant que membre du Parti conservateur, représentant de Bodmin. Il a par ailleurs exercé les fonctions de juge de paix pour l'Isle of Ely, Deputy Lieutenant pour le Cambridgeshire et en 1859, Shérif du Cambridgeshire et le Huntingdonshire. Pendant son mandat de député, il s'intéresse à la question de la Grèce et de la Turquie après avoir fait plusieurs voyages dans la région. Il publie plus tard un essai sur le sujet : The Ionian Islands in Relation to Greece en 1859.
Il effectue en effet de nombreux voyages en Europe et notamment dans les Alpes. Il gravit le Mont-Blanc en août 1850. Il est aussi connu pour ses collections d'œuvres d'art. Il vend sa collection de livres en 1854 chez Sotheby's. Il prête sa collection d'antiques et d'art décoratif au Victoria and Albert Museum puis la cède en vente publique chez Christie's en 1902. Il meurt le 11 janvier 1903 à l'âge de 92 ans. 

## Archives et travaux
- Une partie de ses archives est conservée à la bibliothèque de l'université de Princeton[3]